# Cantone di Chaumont-2
Il Cantone di Chaumont-2 è una divisione amministrativa dell'Arrondissement di Chaumont.
È stato costituito a seguito della riforma approvata con decreto del 17 febbraio 2014, che ha avuto attuazione dopo le elezioni dipartimentali del 2015.

## Composizione
Comprende parte della città di Chaumont e i 4 comuni di:
- Buxières-lès-Villiers
- Chamarandes-Choignes
- Laville-aux-Bois
- Villiers-le-Sec